# Apusozoa
Règne
Position phylogénétique
- Eukaryota
  - Unikonta
    - Amoebozoa
    - Opisthokonta
      - Holomycota
        - Nucleariida
        - Fungi

      - Holozoa
        - Mesomycetozoa
        - Filozoa
          - Filasterea
          - Choanobionta
            - Choanomonada
            - Metazoa

  - Bikonta
    - Apusozoa
    - Excavata
      - Metamonada
      - Euglenozoa
      - Percolozoa

    - Plantae
    - Chromalveolata s.l.
      - Hacrobia
        - Cryptophyta
        - Haptophyta

      - Harosa
        - Stramenopiles
        - Alveolata
          - Ciliophora
          - Dinoflagellata
          - Apicomplexa

        - Rhizaria
          - Cercozoa
          - Retaria

Ce taxon est aujourd'hui obsolète.
Les Apusozoa sont un groupe d'organismes unicellulaires très simples. Une centaine d'espèces est connue. La position des Apusozoa dans les eucaryotes reste discutée, à la base des bicontes ou à proximité des amibozoaires, ainsi que le caractère monophylétique du groupe.

## Classification
- Embranchement Apusozoa Cavalier-Smith, 1997
  - Classe des Diphylleidea Cavalier-Smith, 2003
  - Classe des Hilomonadidea Cavalier-Smith, Chao, Stechmann, Oates & Nikolaev, 2008
  - Classe des Thecomonadidea Cavalier-Smith, 1993
  - Classe des Phagodiniidea Cavalier-Smith, 1993

Les Centrohelidea et Gymnosphaeridea des Heliozoa ont été rapprochés des Apusozoa.